# 夢的夥伴/為愛而夢
《夢的夥伴/為愛而夢》（夢を味方に/恋焦がれて見た夢）為日本歌手絢香於2009年4月22日發行9th單曲。

## 解說
- 與前作相隔約11個月的雙A面單曲。另外，本單曲為結婚後首次發行的單曲。
- 初回限定生產仕様附有「受験生応援ステッカー（考生加油貼紙）」。

## 曲目
1. 夢的夥伴（夢を味方に）
  - 作詞：絢香 / 作曲：絢香・蔦谷好位置
  - 「進研ゼミ高校講座」廣告曲
2. 為愛而夢（恋焦がれて見た夢）
  - 作詞：絢香 / 作曲：絢香 / 編曲：常田真太郎（スキマスイッチ）
  - 東京電視台動畫《四葉遊戲》片尾曲
3. 因為有你 <2009-2-13 Fan Club Live ver.>
  - 作詞：絢香 / 作曲：西尾芳彦 絢香
4. 夢的夥伴（Instrumental）
5. 為愛而夢（Instrumental）

## 收錄專輯
- Sing to the Sky #3（普通音源）
- ayaka's History 2006-2009 #1（Disc1）、#2（Disc1）、#3（Disc2・普通音源））

## 脚注
1. ↑  朝日電視台「Music Station」（2009年4月24日放送）
2. ↑  東京電視台「JAPAN COUNTDOWN」（2009年5月2日放送）